# 몽실언니
몽실언니는 대한민국 동화작가인 권정생이 쓴 대표작품이다. 1981년에 울진의 작은 교회 청년회지에 3회까지 연재되다, <새가정>이라는 교회 여성 잡지로 옮겨 연재됐으나 내용의 부적절함을 이유로 10회만에 중단된 이후, 1984년 창비에서 단행본으로 발간됐다. 판화가 이철수 화백이 그림을 그렸다.
20세기 한국의 슬픈 역사적 현실 속에서 살았던 작가의 경험을 가지고, 어렸을 때부터 성장할 때까지 동족상잔의 비극을 경험한, 한 여자 아이의 일상적 삶을 통해 전쟁의 폭력성을 그렸다.

## 특징
《몽실언니》는 황선미의 《마당을 나온 암탉》과 더불어 해방 이후 짧은 기간에 걸쳐 많은 독자를 확보한 작품이다. 내용의 분량과 문체로 미루어 볼 때 초등학교 고학년 이상의 아동에서 성인까지 읽기에 적합한 작품이다. 1984년 초판이 나온 이래 43쇄를 거듭 발행하여 40여만 부가 판매될 만큼 많이 읽혀진 베스트셀러로 한국 창작동화의 역사상 가장 많은 독자로부터 사랑 받은 작품임을 누구도 부인할 수 없다. 초판 당시 곧바로 문공부 추천도서로 선정(1984년)되었고 국립중앙도서관(1989년), 어린이도서연구회 등에서도 추천 도서로 선정되었다.

## 머리말과 나오는 사람, 줄거리
| “ | ……이 책에 나오는 몽실이라는 주인공도 한쪽 다리를 다쳐 절름발이가 된 것을 아이들이 놀립니다. 몽실은 자기가 절름발이가 되고 싶어 일부러 다친 것도 아닌데 결국은 남의 놀림감이 되는 고통을 당하는 것입니다.…[중략]…몽실은 아주 조그만 불행도, 그 뒤에 아주 큰 원인이 있다고 생각합니다.…[중략]…몽실은 학교에 가서 교육을 받지 못했지만, 자라나면서 몸소 겪기도 하고 이웃 어른들에게 배우면서 참과 거짓을 깨닫게 됩니다.…… | ” |

- 몽실이

주인공
- 밀양댁

몽실이 어머니
- 북촌댁

몽실이 새어머니
- 정씨

몽실이 아버지
- 난남이

몽실이 여동생
- 김씨

몽실이 새아버지
- 영득이

몽실이 남동생
- 영순이

몽실이 여동생
일본이 전쟁으로 망하여 한국은 해방을 맞게되고, 외국에 나가있던 꼬마 몽실언니도 돌아오게 된다. 몽실이 아버지 고향근처 살강 마을 농사꾼 집 곁방살이를 하면서 아버지 정씨는 일자리를 구하기 위해 집을 나가고, 어머니 밀양댁은 몽실이와 아들 종호를 데리고 구걸해 살다가 종호는 죽고, 해방이 된지 1년되던 1947년 봄에 7살이 된 몽실은 어머니와 집을 나와 새 아버지 김주사와 살게된다. 이듬해 오월에 밀양댁은 사내아이 영득이를 낳게되자 할머니와 김주사는 몽실이를 구박한다. 김주사의 횡포에 몽실은 절름발이가 되고, 학대를 받으며 살고 있을 때, 고모가 와서 노루실에 사는 정씨에게 데려간다. 몽실이는 새어머니 북촌댁과 함께 사는데 몸이 약한 새어머니는 동생 난남이를 남겨두고 죽고, 정씨 또한 전쟁에서 죽고 몽실이는 동생을 돌보게 된다. 몽실이는 배가 고파서 양공주가 된 어린 소녀들, 6·25전쟁통에 만난 또래의 의용군과 인민군 언니와의 만남과 이별 등을 통해 커간다. 몽실이는 동생과 이웃을 돌보며 결혼하여 어머니가 된다. 

## 뒷 이야기
작가는 2000년 3월 1일 개정판을 내면서 〈몽실언니, 그 못다 한 이야기〉를 책 앞에 붙였다.
| “ | ……잘려나간 부분의 내용은 인민군 청년 박동식이 몽실이를 찾아와 통일이 되면 서로 편지를 하자고 주소를 적어주는 장면이였습니다.…[중략]… 박동식이 후퇴를 하다가 길이 막혀 지리산으로 숨어 들어와 빨치산이 된 뒤, 마지막 숨을 거두면서 몽실이한테 보낸 편지엔 이런 말이 씌어 있었습니다. “……몽실아, 남과 북은 절대 적이 아니야. 지금 우리는 모두가 잘못하고 있구나……” 몽실이가 편지를 받아 일고 나서 주저앉아 흐느끼면서 최금순 언니, 박동식 오빠를 부르는 대목도 모두 지워야 했습니다. 그러고는 난남이를 양녀로 보내고 나서 삼십년을 건너 뛰어 부랴부랴 이야기를 끝내야만 했습니다. …[중략]… 이 세상의 모든 폭력이 사라지지 않는 한 우리는 누구나 불행한 인생을 살아야 할 것입니다. | ” |

## 번역
이선영, 안헬라 뻬레스 꼰뜨레라스는 스페인어《Monsil》로 ,변기자는 일본어《モンシルお姉さん》로, 안경환은 베트남어《Mong Sil》로 각각 번역했다.

## 연극
2004년 극단 ‘모시는 사람들’이 연극으로 공연했다.

## 드라마
1990년 MBC에서 36부작 드라마로 몽실언니를 방영하였다.

## 같이 보기
- 한국문학번역원